# Capodrise
Capodrise – miejscowość i gmina we Włoszech, w regionie Kampania, w prowincji Caserta.
Według danych na rok 2004 gminę zamieszkiwało 7508 osób, 2 502,7 os./km².